# Momenti
Momenti es un álbum de 1982 de Julio Iglesias grabado en italiano. Música arreglada por Ramón Arcusa y Rafael Ferro las letras en italiano de Gianni Belfiore. En 1985, la Asociación Canadiense de la Industria de la Grabación informó. (CRIA) que Antonio Crispino fue juzgado luego de una investigación policial por el pedido y distribución de copias falsificadas de Momenti .

## Listado de pistas

### Lado A
1. Sono Un Vagabondo (4:00)
2. La Donna Che Voglio (4:07)
3. Bella Bella (3:26)
4. Momento (3:35)
5. Amor, Amor, Amor (3:20)

### Lado B
1. Nathalie (3:56)
2. Se L'Amore Se Ne Va (3:50)
3. Venecia A Settembre (4:38)
4. Avanti Tutta (3:38)
5. Arrangiati Amore (3:18)